# Jacques de Lacretelle
Jacques de Lacretelle (Cormatin, 14 luglio 1888 – Parigi, 2 gennaio 1985) è stato un romanziere francese.

## Biografia
Figlio del console di Francia a Alessandria d'Egitto, Jacques de Lacretelle passò gran parte dell'infanzia all'estero, seguendo il padre negli incarichi e nelle sedi diplomatiche lui assegnate. Alla prematura morte del padre, l'educazione del ragazzo fu affidata al nonno, Pierre-Henri de Lacretelle, poeta, deputato e amico di Lamartine. Proseguì i suoi studi a Jeanson-de-Sailly, ove fu allievo di André Bellessort.
Nel periodo precedente allo scoppio della prima Guerra mondiale aveva soggiornato a Cambridge. Inviato al fronte delle Argonne, fu costretto, per ragioni di salute, a lasciare il servizio. Da allora si è consacrato alla letteratura.
Nel 1921 vinse il Prix Dodo con il romanzo La vie inquiète de Jean Hermelin; nel 1922, con Silbermann, meritò il Prix Femina; nel 1930 gli fu assegnato il Grand Prix du roman de l'Académie française per l'opera Amour nuptial. Nel 1977 ottenne il Prix Marcel Proust per Les vivants et leur ombre.
La sua narrativa si affidava a strutture solidamente classiche. Con La Bonifas, trasposto anche in un film per la televisione, si cimentò con temi di ambito popolare. Fra le altre opere spiccano Les Hauts Ponts, 1932-35, in sei volumii, storia del culto del possesso terriero che distrugge una famiglia nell'arco di tre generazioni. Fu anche autore di saggi e racconti di viaggio: Le demi-dieu ou le voyage en Grèce, 1930, L'écrivain public, 1936.
Jacques de Lacretelle fu eletto all'Académie française il 12 novembre 1936 al seggio di Henri de Régnier, per 21 voti contro i 6 di Fernand Gregh. Fu accolto il 27 gennaio 1938 da Abel Hermant. Maurice Martin du Gard assistette all'evento di cui fece il resoconto nei suoi Mémorables:
Scrittore longevo e accademico molto partecipe, continuò a scrivere fin oltre i novant'anni di età. Morì nel gennaio 1985.

## Opere
- La vie inquiète de Jean Hermelin  (Grasset) 1920
- Silbermann  (Gallimard) 1922
- La Bonifas  (Gallimard) 1925
- Mélanges sur l'amour et les livres, terminés par un envoi  (Gallimard) 1925
- Trébuchet. Mort de la jalousie  (La Lampe d'Aladin) 1926
- Lettres espagnoles  (Gallimard) 1926
- Quatre études sur Gobineau  (La Lampe d'Aladin) 1926
- Aparté. Colère. Journal de colère. Dix jours à Ermenonville  (Gallimard) 1927
- Aperçus  (Marcelle Lesage) 1927
- Rêveries romantiques. Dix jours à Ermenonville. Le rêveur parisien  (Stendhal) 1927
- Virginie, ou les manies  (Champion (Édouard)) 1927
- Le Christ aux bras étroits (Eos) 1927
- D'une colline. Quatre jours à Bayreuth  (Les Cahiers Libres) 1928
- L'âme cachée, nouvelles  (Gallimard) 1928
- Quatre nouvelles italiennes  (Lemarget) 1928
- Album napolitain  (Hazan) 1928
- Études  (Librairie Picard) 1928
- Histoire de Paola Ferrari  (Flammarion) 1929
- Le retour de Silbermann  (Gallimard) 1929
- Amour nuptial  (Gallimard) 1929
- À la rencontre de France  (Trémois) 1930
- Le demi-dieu ou le voyage en Grèce  (Grasset) 1930
- Pressentiments  (Les Quatre Chemins) 1930
- Luce, ou l'enfance d'une courtisane  (Trémois) 1931
- Les Hauts Ponts. I. Sabine  (Gallimard) 1932
  - Sabina: romanzo, traduzione dal francese di Mara Dussia, A. Mondadori, Milano-Verona 1933
- Les Hauts Ponts. II. Les fiançailles  (Gallimard) 1933
  - Lisa: romanzo, Traduzione dal francese di Giuseppe Lanza, A. Mondadori, Milano-Verona 1934
- Les aveux étudiés  (Gallimard) 1934
- Les Hauts Ponts. III. Années d'espérance  (Gallimard) 1935
- Les Hauts Ponts. IV. La monnaie de plomb  (Gallimard) 1935
  - Alessio: Romanzo. Versione dal francese di Enrico Piceni, A. Mondadori, Milano-Verona 1937, l'edizione comprende i titoli III e IV di Les Hauts Ponts
- L'écrivain public  (Gallimard) 1936
- Qui est La Roque?  (Flammarion) 1936
- Morceaux choisis  (Gallimard) 1938
- Croisières en eaux troubles, carnets de voyage  (Gallimard) 1939
- La Vie privée de Racine 1939
- Le Canada entre en guerre. Choses vues  (Flammarion) 1940
- L'Heure qui chante  (Le Milieu du monde) 1941
- La liberation de Paris: 150 photographies, Paris : O.L.B., 1945
- Idées dans un chapeau  (Le Rocher) 1946
- Le Pour et le Contre  (Le Milieu du monde) 1946
- Une visite en été, pièce en quatre actes  (Gallimard) 1953
- Deux cœurs simples  (Gallimard) 1953
- Les Maîtres et les Amis. Études et souvenirs littéraires  (Wesmael-Charlier) 1959
- Le tiroir secret  (Wesmael-Charlier) 1959
- La galerie des amants, Anthologie de lettres d'amour (I)  (Librairie académique Perrin) 1963
- L'amour sur la place, Anthologie de lettres d'amour (II)  (Librairie académique Perrin) 1964
- Portraits d'hier et figures d'aujourd'hui  (Librairie académique Perrin) 1964
- Journal de bord  (Grasset) 1974
- Les vivants et leur ombre  (Grasset) 1977
- Quand le destin nous mène  (Grasset) 1981

## Filmografia
Dal romanzo La Boniface, nel 1968 è stato tratto il film per la televisione La Boniface, regia di Pierre Cardinal, con Alice Sapritch nel ruolo principale.